# Софряково (Московская область)
Софряково — деревня в Орехово-Зуевском муниципальном районе Московской области. Входит в состав сельского поселения Белавинское. Население — 4 чел. (2010).

## Расположение
Деревня Софряково расположена в восточной части Орехово-Зуевского района, примерно в 28 км к юго-востоку от города Орехово-Зуево. Высота над уровнем моря 137 м.

## История
До отмены крепостного права жители деревни относились к разряду государственных крестьян. После 1861 года деревня вошла в состав Петровской волости Егорьевского уезда. Приход находился в селе Васютино.
В 1926 году деревня входила в Васютинский сельсовет Красновской волости Егорьевского уезда.
В 1994—2006 гг. Софряково входило в состав Белавинского сельского округа Орехово-Зуевского района.

## Население
В 1885 году в деревне проживало 322 человека, в 1905 году — 418 человек (200 мужчин, 218 женщин), в 1926 году — 320 человек (147 мужчин, 173 женщины). По переписи 2002 года — 12 человек (5 мужчин, 7 женщин).
| 1859 | 1868 | 1885 | 1905 | 1926 | 2002 | 2006 |
| ---- | ---- | ---- | ---- | ---- | ---- | ---- |
| 221  | ↗302 | ↗322 | ↗418 | ↘320 | ↘12  | ↗18  |
| 2010 |      |      |      |      |      |      |
| ↘4   |      |      |      |      |      |      |